# 情感理論
情感理論（英語：Affect theory）是一種探討組織化情感的理论，有时候會交替探討情绪、主观经验感受，並探討其在生理、社会、人际关系以及内化表现形式的不同型態與分類。包括心理学、精神分析、神经科学、医学、人际沟通、文学理论、批判理论以及性别问题研究等其他领域都有對影響理論的討論。因此，情感理论的定义也隨著不同學科的討論方式不同有也所差異。
情感理论最早由心理学家Silvan Tomkins在其1962出版著作《情感意象的意識》（Affect Imagery Consciousness）中的前兩卷中提及。Tomkins使用「情感」这一個概念來討論「情緒中生物的部分」；他指出「我們每個人都存在有本能的、程序的基因傳遞機制」，當機制被觸發的時候，就會產生「已知的生物事件模式」。然而他也承认，成年人情感經驗是由先天機制和一个「由意識情感交互作用所建造構築的複雜母體」共同產生的。

## 心理学中的情感理論

### Silvan Tomkins的九種情感
心理學家Silvan Tomkins提出了九種主要的情感，包括了正面、負面及中性並依其影響生理表現的高低强度進一步劃分：
正面的：
- 享受與喜樂（對成功的反應與對分享的衝動：微笑、嘴唇擴大且往外。
- 感興趣與興奮（對新情境的反應與參加的衝動）：眉毛下降、視線追隨、目光注意、靠近聆聽。

中性的：
- 驚喜與驚嚇（對突然變化的反應與重置的衝動）：眉毛抬高、眼睛闪烁。

负面的：
- 愤怒與狂怒（對威脅的反應與攻擊的衝動）：皺眉頭、縮緊下颚、面紅耳赤。
- 厌恶（對糟糕味道的反應與丟棄的衝動）：在下嘴唇突出、头朝前下。
- 難聞（對難聞氣味的反應與迴避氣味的衝動）：上唇提高，头回拉。
- 困扰與痛苦（對损失的反應與哀悼的衝動）：哭泣、啜泣、眉毛與嘴下降。
- 恐惧與恐怖（對危险的反應與逃跑或躲藏的衝動）：視線凍結、臉色發白、發冷、冒汗與寒毛直豎。
- 耻辱與羞辱（對失敗的反應與檢討行為的衝動）眼睛下降、低头、迴避、臉紅。

### 應用慣例
Tomkins指出：精神健康的最佳狀況就是最大的正面情感與最小的負面情感。此外應該還要能正確表達情感以及識別情感。
情感理论也應用在親密以及親密關係的研究調查中。Kelly將關係定義為「共同努力以達到正面情感最大化和負面情感最小化的一種協議」，就像「最佳心理健康」的藍圖一樣，這個藍圖要求關係中的成員以相互表達情感的方式來確定關係的進展階段。

這些藍圖也可以描述自然和內隱的目標。 例如Donald Nathanson就使用情感來為他的一位患者建立敘事：
我懷疑他拒絕觀看電影的原因是會對屏幕上所描繪的強烈恐懼情感；我們大多數人經常看電影院的情感共鳴只是他感到不適的另一個原因。…他在無論是Kelly還是Tomkins藍圖的前兩條規則下，拒絕了一個最好的工作機會，因為他拒絕任何有可能與性有正負面影響關聯的風險。因此，他的親密問題一方面可以解釋為一面過度充滿同情心的牆，在另一個方面則可以解釋為他個人在表達和管理情感的內部純粹問題。
Tomkins指出「基督教會成為一个强大的普遍宗教，是因为它為愤怒、暴力、痛苦提供了爱、享受與和平的解決之道。」
Tomkins也在腳本理論中大量的引用情感理論的概念。

### 心理學中的典型情感意圖
幽默是情感理論中爭論的一個主題。一些研究指出，幽默可能是正面和負面情感之間的衝突反應，例如恐懼與享受可能導致一些身體上的痙攣性收縮，像是胃和膈肌區域以及上頰肌肉的收縮。 进一步並造成情感中失去放鬆和混淆。
微笑可以展示人們喜悅的情感。情感可以透過人們的即時面部反應來辨識，在受到刺激後，即時反應會較他們真實的反應來的更快。
Stanley S. Seidner進行了喚醒、白噪音與負面情感的研究，結果顯示：「西班牙裔的發言者關於貨幣貶值的意見存在有負面情感的喚醒機制。」

## 人际沟通
在親密關係中，傳達感覺和情感的非語言模式被認為發揮著核心的作用。 婚姻諮商中的情緒安全模型能夠尋找並識別夫妻情感關係中發生的情感信息，包括伴侶對自己、彼此及對關係的感受；最重要的是則是依附的安全感和如何評價每個人的價值。
婚姻諮商是情感理論的一個實際應用。親密關係中有兩個情感的特徵具有強大的影響：
1. 根據Tomkins的說法，情感共鳴是情感的一個主要特徵，指的是當一個人看到另一個人的情感表現時，因其同樣的情感經歷而產生共鳴的傾向，有時被稱為是「傳染」。共鳴也被認為是所有人類交流的原始基礎，在有語言之前，就能透過微笑和點頭產生情感共鳴。
2. 同樣根據Tomkins的說法，當驅動不是那麼強大的時候，情感提供了一種壓迫感。因此，情感是一種强而有力动机來源。Tomkins並指出「情感能使好事變得更好，也使壞事變得更糟。」

## 批判理論與情感理論
在哲學、精神分析學派、性別研究與艺术理论都有對情感理論的探討，從批判理論的角度來說，他們將Eve Sedgwick、Lauren Berlant等人稱為「情感理論家」。有許多批判理論家都非常依賴情感理論，像是Elizabeth Povinell。也有一些馬克思主義者探討情感裡論，像是Franco Berardi、Michael Hardt與Antonio Negri，以及马克思主义女权主义者，包括Selma James和Silvia Federici，他們探討了認知和物質表現在特定性別和特定角色（包括監護工）的關聯。

## 批评
Ruth Leys強烈批評情感理論對藝術和文學批評的影響，以及被創傷理論採用為方法。

## 外部連結
- Silvan S. Tomkins研究院
- Tomkins理論的資訊
- Tomkins的工作與生活摘要